# 엄지윤
엄지윤(1996년 5월 2일 ~ )은 대한민국의 코미디언이다.

## 학력
- 동아방송예술대학교 방송연예계열 졸업

## 방송
| 연도   | 방송사    | 제목                              | 비고                                                 |
| ------ | --------- | --------------------------------- | ---------------------------------------------------- |
| 2018년 | KBS2      | 《개그콘서트》                    | 당황스럽다, 전지적 구경 시점 셀럽언니, 누가 죄인인가 |
| 2021년 | KBS2      | 《불후의 명곡 - 전설을 노래하다》 | 507회 게스트                                         |
| 2022년 | TV CHOSUN | 《개나리학당》                    | 17회 게스트                                          |
| 2022년 | MBC       | 《놀면 뭐하니?》                  | WSG워너비 참가자 (4FIRE)                             |
| 2022년 | MBC       | 《구해줘! 홈즈》                  | 170회 게스트                                         |
| 2022년 | MBC       | 《황금어장 라디오스타》           | 773회 게스트                                         |
| 2022년 | SBS       | 《신발 벗고 돌싱포맨》            | 52회 게스트                                          |
| 2022년 | SBS       | 《미운 우리 새끼》                | 308회 게스트                                         |
| 2022년 | MBC       | 《미스터리 음악쇼 복면가왕》      | 374회 참가자 (상견례 프리패스상)                     |
| 2022년 | tvN       | 《놀라운 토요일》                 | 240회 게스트                                         |
| 2022년 | iHQ       | 《돈쭐내러 왔습니다》             | 38회 게스트                                          |
| 2022년 | MBC       | 《쇼! 음악중심》                  | 790회 출연자                                         |
| 2022년 | MBC       | 《심야괴담회》                    | 68회, 72회 게스트                                    |
| 2023년 | MBC       | 《구해줘! 홈즈》                  | 188회 게스트                                         |
| 2023년 | SBS       | 《강심장 리그》                   | 고정 패널                                            |
| 2023년 | KBS2      | 《배틀트립2》                     | 게스트                                               |
| 2023년 | SBS       | 《강심장VS》                      | 고정 패널                                            |
| 2023년 | 유튜브    | 《상팔자》                        | MC                                                   |
| 2023년 | 유튜브    | 《노빠꾸 탁재훈》                 | 게스트                                               |
| 2024년 | JTBC      | 《아는형님》                      | 게스트                                               |
| 2024년 | SBS       | 《와! 진짜? 세상에 이런일이》     | 게스트                                               |
| 2024년 | 유튜브    | 《후라이드》                      | 게스트                                               |
| 2025년 | 유튜브    | 《급슐랭》                        | MC                                                   |
| 2025년 | 유튜브    | 《집대성》                        | 게스트                                               |
| 2025년 | KBS2      | 《내편하자》                      | MC                                                   |

## 드라마
- 2023년 tvN 토일드라마 《경이로운 소문 2》
- 2023년 SBS 금토드라마 《7인의 탈출》- 왕유진 역
- 2024년 SBS 금토드라마 《7인의 부활》- 왕유진 역

## 영화
- 2023년 《30일》- 고영지 역
- 2024년 《목스박》

## 수상 목록
- 2023년 SBS 연예대상 라이징 스타상